# پیترو زاموتو
پیترو زاموتو (انگلیسی: Pietro Zammuto؛ زادهٔ ۲۳ دسامبر ۱۹۸۶) بازیکن فوتبال اهل ایتالیا است.
از باشگاه‌هایی که در آن بازی کرده‌است می‌توان به باشگاه فوتبال یوونتوس، باشگاه فوتبال آولینو، و باشگاه فوتبال پیاچنزا اشاره کرد.